# 櫻井進
櫻井 進（桜井 進、さくらい すすむ、1956年12月10日 - 2008年2月12日）は、日本文学研究者。

## 経歴
名古屋生まれ。1979年南山大学文学部国文科卒。1986年大阪大学大学院文学研究科日本学博士課程満期退学。阪大文学部助手、東海学園女子短期大学国文科専任講師、名古屋大学文学部専任講師、同国際開発研究科助教授、南山大学外国語学部教授、2000年人文学部教授となる。2008年、交通事故のため死去した。近世文学を専攻し、フーコーなどの影響を受けて都市論などを展開した。

## 著書
- 『江戸の無意識 都市空間の民俗学』講談社現代新書 1991
- 『 <半島>の精神誌 熊野・資本主義・ナショナリズム』新曜社 ノマド叢書 1995
- 『江戸のノイズ 監獄都市の光と闇』日本放送出版協会 NHKブックス 2000

## 注
1. ↑  『「現代物故者事典」総索引 : 昭和元年～平成23年 2 (学術・文芸・芸術篇)』日外アソシエーツ株式会社、2012年、487頁。
2. ↑  櫻井進教授略歴・研究業績 (櫻井進教授追悼号) 南山大学日本文化学科論集 2008-03